# Chevregny
Chevregny é uma comuna francesa na região administrativa de Altos da França, no departamento de Aisne. Estende-se por uma área de 8,85 km². Em 2010 a comuna tinha 186 habitantes (densidade: 21 hab./km²).